# Speculum Humanae Salvationis

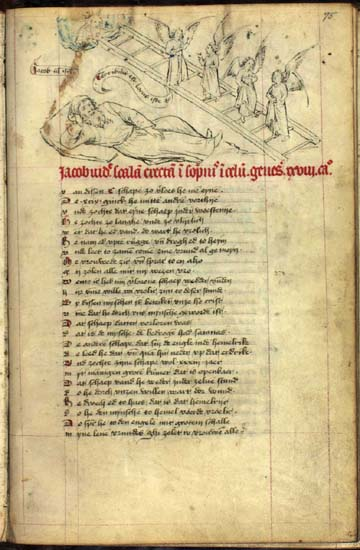
El sueño de Jacob de un Speculum, hacia 1430.

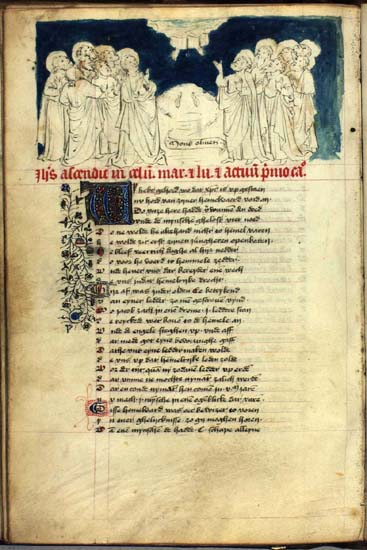
La Ascensión del mismo manuscrito. Danish Royal Library

El Speculum Humanae Salvationis (del latín, el Espejo de la Salvación Humana) es un célebre manuscrito iluminado anónimo, basado en la teología popular de la Edad Media tardía, inscrito en el género de la literatura espejo enciclopédica, en este caso concentrándose en la teoría medieval de la tipología, por la cual los acontecimientos del Antiguo Testamento prefiguran, o predicen, los acontecimientos del  Nuevo Testamento. La versión original está en verso latino, y contiene una serie de acontecimientos del Nuevo Testamento cada uno con tres del Antiguo Testamento que lo prefiguran.  Es uno de los libros más comunes hallados como un manuscrito iluminado y también en la imprenta temprana en ambos formas xilografía e incunable. 

## Datación y copias del manuscrito

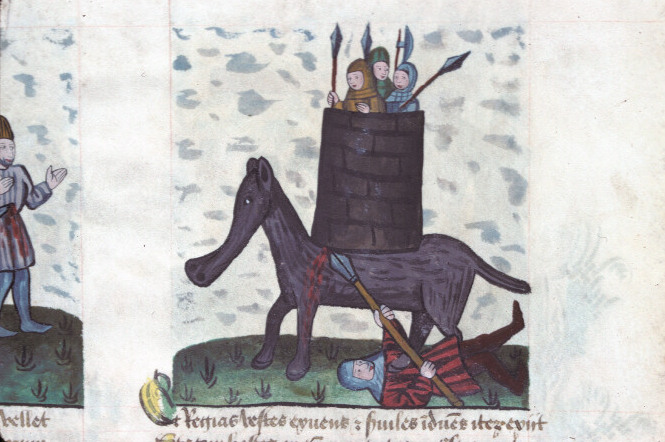
Miniatura de un Speculum. Eleazar el Macabeo mata a un elefante, siendo aplastado.

El trabajo se originó entre 1309, como referencia que el Papado en Avignon indica, y 1324, la fecha en dos copias.  Un prefacio, probablemente del manuscrito original, dice que el autor no da su nombre fuera de la humildad, aun así sugerencias numerosas han sido hechas.  Él fue casi ciertamente un clérigo, y hay evidencia de que fue un Dominicano. Ludolfo De Sajonia es un candidato principal para la autoría, y Vincent de Beauvais también ha sido sugerido.
Las primeras versiones son naturalmente en manuscrito iluminado, y en latín.  Muchas copias se hicieron, y varios centenares todavía perviven (más de 350 en latín), a menudo en traducciones a lenguas vernáculas distintas; al menos cuatro traducciones diferentes al francés estuvieron hechas, y al menos dos al inglés. hubo también traducciones al alemán, holandés, y checo.
Versiones de manuscrito cubrieron la gama entera del mercado del manuscrito: algunos fueron lujosamente y costosamente decorados, para un mercado exclusivo, mientras que en muchos las ilustraciones son sencillas y sin color. En particular, las ediciones flamencas se produjeron en el siglo XV para Felipe el Bueno y otros ricos bibliófilos. El Speculum es probablemente el título más conocido en este mercado particular de teología popular ilustrada, compitiendo especialmente con la Biblia pauperum y el Ars moriendi para el galardón.

## Ediciones impresas

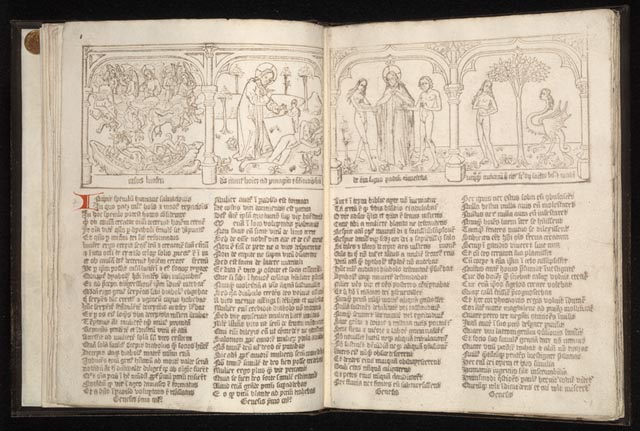
Introducción de una xilografía mixta y carácter movible de una edición neerlandesa, hacia 1470

En el siglo XV, con el comienzo de la imprenta, el trabajo entonces aparecía en cuatro ediciones xilográficas, dos latinas y dos en holandés, y entonces en 16 ediciones incunables hacia 1500. Las xilografías presentan cuestiones únicas, como que ediciones únicas de este trabajo combinan xilografías de una sola página con páginas de texto impresos en carácter movible. Excentricidades más lejanas incluyen ejecuciones de veinte páginas en una edición, que es texto cortado como una xilografía, basado en trazas de páginas de otra edición imprimida con caracteres movibles. Aunque las circunstancias de la producción de estas ediciones son desconocidas, dos de las ediciones son en holandés y los Países Bajos fueron probablemente el centro de producción, como la mayoría de xilografías. Hind los coloca en Holanda, entre aproximadamente 1470 y 1475.  Se ve que el Prohemium pudo haber sido vendido por separado como panfleto, como que una versión habla de la utilidad de él para «predicadores pobres quienes no se pueden obsequiar el libro entero».
Las ediciones de incunable, de once prensas diferentes, mayoritariamente, pero no todas, imprimieron sus xilografías en la prensa de impresión con el texto.  Algunos parecen haber sido imprimidos en dos sesiones para textos e imágenes. Günther Zainer de Augsburgo, un especialista en obras populares ilustradas, produjo el primero en 1473, en latín y alemán, y con un sumario métrico nuevamente añadido para cada capítulo; esto está considerado como una edición especialmente bella. Ediciones incunables más temparnas incluyen versiones latinas, alemanes, franceses, españolas y holandesas, y fue el primer libro ilustrado impreso en ambas Suiza, en Basilea, y Francia, en Lyon, el cual usó las xilografías de Basilea, luego también usados en España. Una edición de Espira tiene xilografías cuyo diseño ha sido atribuido al Maestro del Housebook. Además, el primero de las ediciones legendarias presuntamente producidas por Laurens Janszoon Coster, trabajando antes que Johannes Gutenberg, fue un Speculum.  Incluso si la historia de Coster es ignorada, el trabajo parece haber sido el primero impreso en los Países Bajos, probablemente en la década temprana de 1470.  Las ediciones continuaron siendo impresas hasta la Reforma, el cual cambió la naturaleza de la devoción religiosa en ambos lados de la división protestante/católica, e hizo que el Speculum luciese obsoleta.

## Influencia iconográfica
Las imágenes en el Speculum fueron tratadas en varios medios y estilos diferentes sobre el curso de los dos siglos de su popularidad, pero generalmente los esenciales de las composiciones quedaron bastante estables, en parte porque la mayoría de las imágenes tuvieron que retener su correspondencia con su número opuesto, y a menudo las figuras fueron colocadas para destacar estas correspondencias.  Muchas obras de arte en otros medios pueden verse como derivaciones de estas ilustraciones;  fue por ejemplo, la fuente evidente para representaciones de la Visión de Augusto en el Retablo Bladelin de Rogier van der Weyden y otras obras neerlandesas tempranas.  En particular la obra fue usada como libro de patrones para vitrales, pero también para tapices y esculturas.